# Tachina contracta
Tachina contracta là một loài ruồi trong họ Tachinidae.